# کلنگ‌مانندان
کلنگ‌مانندان (به لاتین: Gruae)  تبارشاخه‌ای از پرندگان است که شامل راسته کاکل‌به‌پشتان (hoatzin) و کلنگ‌ریختان  (پرندگان ساحلی و یلوه) است که در سال ۲۰۱۴ با تجزیه و تحلیل ژنوم شناسایی شدند. 

## نام‌گذاری
کلنگ واژه‌ای پهلوی برای این گروه از پرندگان است که در کتاب "بندهش" آمده بود. تا یک سدۀ گذشته نام کلنگ در شعرهای شاعران ایران‌زمین، فرهنگ‌های فارسی و کتاب‌ها‌ی عمومی به کار می‌رفت. نام سنتی آن در بسیاری از گویش‌های ایران "قُلِنگ" است. گاهی به نام "قطار کُلَنگ" یا "غازقُلِنگ" نیز یاد می‌شود.

## رده‌بندی
مطالعات قبلی هوآتزین را در بخش‌های مختلف درخت خانواده‌های پرندگان قرار داده بودند. با این حال، برخلاف ریخت‌شناسی نامعمول و ابتدایی آن، مطالعات ژنتیکی نشان داده‌است که هواتزین آن‌طور که قبلا تصور می‌شد، پرنده‌ای بدوی یا باستانی نیست و می‌تواند یک پرنده بسیار مشتق شده باشد که به برخی از صفات نزدیک‌ریختی بازگشته یا برخی از آن‌ها را حفظ کرده‌است.   
بر اساس سو و همکاران (۲۰۱۶)، یکی از مشکلات نتیجه‌گیری درباره این کلاد جدید این است که مطالعات مستقل (مانند جارویس و همکاران ۲۰۱۴ و پروم و همکاران 2015)   روابط تبارشناختی بسیار متفاوتی (مانند نابیوسیده‌مرغان) را با استفاده از همان پشتیبانی احتمالی یافتند که این چنین نمرات بوت‌استرپ و احتمالات پسین بیزین را نشان دادند. 